# Outside Tour
Tournées par David Bowie
Sound+Vision Tour (1990) Outside Summer Festivals Tour (1996)
Le Outside Tour est une tournée de David Bowie donnée de septembre 1995 à février 1996 en promotion de l'album 1. Outside.
Durant les concerts américains, le groupe Nine Inch Nails assure la première partie. Bowie les rejoint sur scène à la fin de leur set pour interpréter quelques chansons avec eux avant que son groupe ne remplace celui de Trent Reznor. Pour le segment européen, Morrissey est censé faire la première partie, mais il quitte la tournée après quelques dates seulement. Ce sont des groupes locaux qui assurent cette fonction lors des concerts suivants.

## Musiciens
- David Bowie : chant, saxophone
- Peter Schwartz : claviers
- Reeves Gabrels : guitare
- Gail Ann Dorsey : basse, chœurs
- Zachary Alford : batterie
- Carlos Alomar : guitare
- Mike Garson : claviers
- George Simms : claviers, chœurs[2]

## Dates

### Segment américain
| Date              | Ville            | Pays       | Salle                          | Remarques                                                                                  |
| ----------------- | ---------------- | ---------- | ------------------------------ | ------------------------------------------------------------------------------------------ |
| 14 septembre 1995 | Hartford         | États-Unis | Meadows Music Theatre (en)     | Premier concert de la tournée.                                                             |
| 16 septembre 1995 | Mansfield        | États-Unis | Great Woods Arts Center (en)   |                                                                                            |
| 17 septembre 1995 | Hershey          | États-Unis | Hersheypark Stadium            |                                                                                            |
| 20 septembre 1995 | Toronto          | Canada     | SkyDome                        |                                                                                            |
| 22 septembre 1995 | Camden           | États-Unis | Blockbuster Center (en)        |                                                                                            |
| 23 septembre 1995 | Burgettstown     | États-Unis | Star Lake Amphitheater (en)    |                                                                                            |
| 27 septembre 1995 | East Rutherford  | États-Unis | Meadowlands Arena              |                                                                                            |
| 28 septembre 1995 | East Rutherford  | États-Unis | Meadowlands Arena              |                                                                                            |
| 30 septembre 1995 | Cuyahoga Falls   | États-Unis | Blossom Music Center (en)      |                                                                                            |
| 1er octobre 1995  | Tinley Park      | États-Unis | New World Music Theatre (en)   |                                                                                            |
| 3 octobre 1995    | Auburn Hills     | États-Unis | The Palace of Auburn Hills     |                                                                                            |
| 4 octobre 1995    | Columbus         | États-Unis | Polaris Amphitheater (en)      |                                                                                            |
| 6 octobre 1995    | Bristow (en)     | États-Unis | Nissan Pavilion (en)           |                                                                                            |
| 7 octobre 1995    | Raleigh          | États-Unis | Walnut Creek Amphitheatre (en) |                                                                                            |
| 9 octobre 1995    | Atlanta          | États-Unis | Lakewood Amphitheatre (en)     |                                                                                            |
| 11 octobre 1995   | Maryland Heights | États-Unis | Riverport Amphitheatre (en)    |                                                                                            |
| 13 octobre 1995   | Dallas           | États-Unis | Starplex Amphitheatre (en)     | Ce concert est publié en streaming en 2020 sous le titre Ouvrez Le Chien (Live Dallas 95). |
| 14 octobre 1995   | Austin           | États-Unis | Meadows Amphitheatre           |                                                                                            |
| 16 octobre 1995   | Denver           | États-Unis | McNichols Sports Arena         |                                                                                            |
| 18 octobre 1995   | Phoenix          | États-Unis | Desert Sky Pavilion (en)       |                                                                                            |
| 19 octobre 1995   | Las Vegas        | États-Unis | Thomas & Mack Center           |                                                                                            |
| 21 octobre 1995   | Mountain View    | États-Unis | Shoreline Amphitheatre         |                                                                                            |
| 24 octobre 1995   | Tacoma           | États-Unis | Tacoma Dome                    |                                                                                            |
| 25 octobre 1995   | Portland         | États-Unis | The Rose Garden                |                                                                                            |
| 28 octobre 1995   | Inglewood        | États-Unis | Great Western Forum            |                                                                                            |
| 29 octobre 1995   | Inglewood        | États-Unis | Great Western Forum            |                                                                                            |
| 31 octobre 1995   | Hollywood        | États-Unis | Hollywood Palladium            |                                                                                            |

### Segment européen
| Date             | Ville                 | Pays               | Salle                                          | Remarques |
| ---------------- | --------------------- | ------------------ | ---------------------------------------------- | --- |
| 14 novembre 1995 | Londres               | Royaume-Uni        | Stade de Wembley                               | |
| 15 novembre 1995 | Londres               | Royaume-Uni        | Stade de Wembley                               | |
| 17 novembre 1995 | Londres               | Royaume-Uni        | Stade de Wembley                               | |
| 18 novembre 1995 | Londres               | Royaume-Uni        | Stade de Wembley                               | |
| 20 novembre 1995 | Birmingham            | Royaume-Uni        | National Exhibition Centre                     | |
| 21 novembre 1995 | Birmingham            | Royaume-Uni        | National Exhibition Centre                     | |
| 24 novembre 1995 | Belfast               | Royaume-Uni        | King's Hall (en)                               | Concert repoussé au 5 décembre. |
| 24 novembre 1995 | Dublin                | Irlande            | Point Depot                                    | |
| 26 novembre 1995 | Exeter                | Royaume-Uni        | Westpoint Arena (en)                           | |
| 27 novembre 1995 | Cardiff               | Royaume-Uni        | Cardiff International Arena (en)               | Dernier concert avec Morrissey en première partie. |
| 29 novembre 1995 | Aberdeen              | Royaume-Uni        | Exhibition Centre (en)                         | |
| 30 novembre 1995 | Glasgow               | Royaume-Uni        | Scottish Exhibition and Conference Centre (en) | |
| 3 décembre 1995  | Sheffield             | Royaume-Uni        | Sheffield Arena (en)                           | |
| 4 décembre 1995  | Sheffield             | Royaume-Uni        | Sheffield Arena (en)                           | Concert annulé. |
| 5 décembre 1995  | Belfast               | Royaume-Uni        | King's Hall (en)                               | |
| 6 décembre 1995  | Manchester            | Royaume-Uni        | Manchester Arena                               | Concert repoussé au 8 décembre. |
| 7 décembre 1995  | Newcastle upon Tyne   | Royaume-Uni        | Newcastle Arena (en)                           | |
| 8 décembre 1995  | Manchester            | Royaume-Uni        | Manchester Arena                               | |
| 13 décembre 1995 | Birmingham            | Royaume-Uni        | National Exhibition Centre                     | Big Twix Mix Show avec The Lightning Seeds et Alanis Morissette. Ce concert est publié en 2020 sous le titre No Trendy Réchauffé (Live Birmingham 95). |
| 17 janvier 1996  | Helsinki              | Finlande           | Helsingin Jäähalli                             | |
| 19 janvier 1996  | Stockholm             | Suède              | Globe Arena                                    | |
| 20 janvier 1996  | Göteborg              | Suède              | Scandinavium                                   | |
| 22 janvier 1996  | Oslo                  | Norvège            | Spektrum                                       | |
| 24 janvier 1996  | Copenhague            | Danemark           | Valby-Hallen (en)                              | |
| 25 janvier 1996  | Hambourg              | Allemagne          | Sporthalle (en)                                | |
| 27 janvier 1996  | Bruxelles             | Belgique           | Forest National                                | |
| 28 janvier 1996  | Utrecht               | Pays-Bas           | Prins Van Oranjehall                           | |
| 30 janvier 1996  | Dortmund              | Allemagne          | Westfalenhalle                                 | |
| 31 janvier 1996  | Francfort-sur-le-Main | Allemagne          | Festhalle                                      | |
| 1er février 1996 | Berlin                | Allemagne          | Deutschlandhalle                               | |
| 3 février 1996   | Prague                | République tchèque | Sportovni Hala                                 | |
| 4 février 1996   | Vienne                | Autriche           | Wiener Stadthalle                              | |
| 6 février 1996   | Ljubljana             | Slovénie           | Hala Tivoli                                    | |
| 8 février 1996   | Milan                 | Italie             | Palatrussardi                                  | |
| 9 février 1996   | Bologne               | Italie             | Palasport Casalecchio                          | |
| 11 février 1996  | Lyon                  | France             | Halle Tony-Garnier                             | |
| 13 février 1996  | Genève                | Suisse             | Arena                                          | |
| 14 février 1996  | Zurich                | Suisse             | Hallenstadion                                  | |
| 16 février 1996  | Amnéville             | France             | Galaxie                                        | |
| 17 février 1996  | Lille                 | France             | Zénith                                         | |
| 18 février 1996  | Rennes                | France             | Parc Expo Rennes Aéroport                      | |
| 20 février 1996  | Paris                 | France             | Palais omnisports de Paris-Bercy               | Dernier concert de la tournée. |

## Chansons jouées
- De The Man Who Sold the World : The Man Who Sold the World
- De Hunky Dory : Andy Warhol
- De The Rise and Fall of Ziggy Stardust and the Spiders from Mars : Moonage Daydream
- De Aladdin Sane : Aladdin Sane (1913–1938–197?)
- De Diamond Dogs : Diamond Dogs
- De Low : Breaking Glass, What in the World, Subterraneans
- De "Heroes" : Joe the Lion
- De Lodger : DJ, Look Back in Anger, Boys Keep Swinging
- De Scary Monsters (and Super Creeps) : Scary Monsters (and Super Creeps), Teenage Wildlife
- De Black Tie White Noise : Jump They Say, Nite Flights
- De 1. Outside : Outside, The Hearts Filthy Lesson, A Small Plot of Land, Hallo Spaceboy, The Motel, I Have Not Been to Oxford Town, The Voyeur of Utter Destruction (as Beauty), We Prick You, I'm Deranged, Thru' These Architect's Eyes, Strangers When We Meet
- Autres chansons de Bowie : Under Pressure
- Reprises d'autres artistes : My Death (Jacques Brel), Hurt (Nine Inch Nails), Reptile (Nine Inch Nails), White Light/White Heat (The Velvet Underground)